# 吉村卓三
吉村 卓三（よしむら たくぞう、1937年 - 2016年12月3日）は大阪府大阪市出身の動物学・獣医学名誉博士、作家、動物ジャーナリスト。日本作家クラブ会長。

## 人物
- 鳥類・爬虫類・恐竜の卵コレクションは世界一で、たまご博士といわれている。
- アイドルユニット「オレンチェ」のプロデュースを行なっている。

## 来歴
- 1972年 ユニオン大学経済学部卒業。
- 東京放映（テレビ映画製作会社）元取締役。
- 1968年-1980年 埼玉県にマルゼン動物ランドを設立。園長として世界の動物園を歴訪し、動物交流を実践。また「ふれあい移動動物園」園長として全国を巡回。
- 1987年 ゴールデンステート大学から動物学、ホノルル大学からは獣医学の、名誉博士号を取得。
- 1989年 米カルバー市名誉市民認定。
- 1990年度・博物館賞（日本博物館協会）受賞。アジア平和賞（コリアNGOセンター）を韓国で受賞。
- 2001年-2003年 北海道帯広市の中世ドイツテーマパーク「グリュック王国」内の、世界の昆虫館館長、こども動物園園長に就任。株式会社アレフ（びっくりドンキー等）の顧問にも就任。
- 2010年 東久邇宮記念賞受賞。
- 2013年7月20日-9月1日 東京タワーで開催された大昆虫展に、所蔵する標本を提供。標本制作を実演[1][2]。
- 2016年 第1回あらえびす文化賞受賞。

## 出演番組
- おしゃれ工房(NHK教育)
- ザ!情報ツウ(日本テレビ)
- ズームイン!!SUPER(日本テレビ)
- スパモク!! プロQ〜なるほど!プロが認めるベスト1 総力取材しましたSP(TBSテレビ)
- 笑っていいとも!(フジテレビ)
- 平成教育委員会(フジテレビ)
- FNNスーパーニュース(フジテレビ)
- 開運!なんでも鑑定団(テレビ東京)
- 関口宏の昭和青春グラフィティ(BS-TBS)
- おしゃべりクイズ疑問の館(NHKラジオ第1放送)

## 著書
- 『天理教よ蘇れ！ 新生天理教のために教祖・中山みきの教えに戻れ」 小山貞市共著 日新報道 1986年
- 『動物たちのナイショ話』 青山書房 1987年 ISBN 9784882540618
- 『ダチョウ物語』 青山書房 1987年 ISBN 9784882540724
- 『犬や猫はナゼ夢を見るのか！？動物不思議発見』 徳間書店 1987年 ISBN 9784194035642
- 『ボクは動物少年だい！-ヒゲさんの動物人生』 青木宣人共著 講談社青い鳥文庫 1988年 ISBN 9784061472419
- 『1／1億の桃太郎伝説』 メタモル出版 1990年 ISBN 9784895950077
- 『巨鳥が歩んだ道』 メタモル出版 1990年 ISBN 9784895950152
- 『不思議いっぱい動物ものしり事典―アッと驚く動物たちの神秘とその素顔』 日本文芸社 1993年 ISBN 9784537023619
- 『シリーズ・子育てガイド（7）子どもに話してあげよう 動物のふしぎ』 明治図書出版 1996年 ISBN 9784189417088
- 『動物は幼児教育の達人』 ハギジン出版 1997年 ISBN 9784938907068
- 『卵のなぞと秘密』 二期出版
- 『キチン・キトサンで100才に挑戦！！』 M・H・L出版社
- 『医者が治せないからアガリクス』 引地學共著 メタモル出版 1999年 ISBN 9784895952354
- 『KEN YASUIの野望 - 殺しても死なない男の世界制覇戦略』 メタモル出版 2000年 ISBN 9784895952767
- 『たまごのふしぎ たまごは生命のカプセル』 オデッセウス 2000年 ISBN 9784872611113
- 『おもしろ生き物ベスト79 不思議能力・神秘行動・謎の生態・・・』 コスモトゥーワン 2002年 ISBN 9784877950248
- 『おもしろ生き物ベスト61 なぜゾウとキリンは同盟を結んだのか！？』 コスモトゥーワン 2003年 ISBN 9784877950460
- 『世界一の卵コレクター・吉村博士のおかしないきもの』 コスモトゥーワン 2005年 ISBN 9784877950767
- 『光の塔』 作・吉村卓三 絵・サトウコウタ L・H陽光出版 2007年 ISBN 9784903855004
- 『えっ!? パンダは肉が大好きだった!!―いきものたちの不思議な生態―』 ブックマン社 2012年 ISBN 9784893087553